# Gjelsvik Peak
Il Gjelsvik Peak, (in lingua inglese: Picco Gjelsvik), è un picco roccioso antartico, alto 3.660 m, situato 5 km a nordovest del Monte Fridtjof Nansen, nei Monti della Regina Maud, in Antartide. 
La denominazione è stata assegnata dal gruppo sud della New Zealand Geological Survey Antarctic Expedition (1961–62) in onore di Tore Gjelsvik (1916-2006), dal 1960 al 1983 direttore del Norsk Polarinstitutt di Oslo.